# انتفاضه الکترونیک
انتفاضه الکترونیک یک نشریه آنلاین مستقر در شیکاگو که منازعه فلسطین-اسراییل را پوشش می‌دهد. این نشریه خود را سازمان غیرانتفاعی و سازمان مردم‌نهاد توصیف می‌کند، که نقطه نظری مردم فلسطینی در خصوص منازعه ارائه می‌دهد. این سایت را علی ابونعمیه پسر فلسطینی آمریکایی سفیر اردن در سازمان ملل و ارجان الفسد است.